# Hexapterella
Hexapterella är ett släkte av enhjärtbladiga växter. Hexapterella ingår i familjen Burmanniaceae.
Kladogram enligt Catalogue of Life:
| Hexapterella | \| \| Hexapterella gentianoides \| \| \| \| \| \| Hexapterella steyermarkii \| \| \| \| |
|              | \| \| Hexapterella gentianoides \| \| \| \| \| \| Hexapterella steyermarkii \| \| \| \| |
|              | Afrothismia                                                                             |
|              |                                                                                         |
|              | Apteria                                                                                 |
|              |                                                                                         |
|              | Burmannia                                                                               |
|              |                                                                                         |
|              | Campylosiphon                                                                           |
|              |                                                                                         |
|              | Cymbocarpa                                                                              |
|              |                                                                                         |
|              | Desmogymnosiphon                                                                        |
|              |                                                                                         |
|              | Dictyostega                                                                             |
|              |                                                                                         |
|              | Geomitra                                                                                |
|              |                                                                                         |
|              | Gymnosiphon                                                                             |
|              |                                                                                         |
|              | Haplothismia                                                                            |
|              |                                                                                         |
|              | Marthella                                                                               |
|              |                                                                                         |
|              | Miersiella                                                                              |
|              |                                                                                         |
|              | Oxygyne                                                                                 |
|              |                                                                                         |
|              | Scaphiophora                                                                            |
|              |                                                                                         |
|              | Thismia                                                                                 |
|              |                                                                                         |
|              | Tiputinia                                                                               |
|              |                                                                                         |
|              | Hexapterella gentianoides                                                               |
|              |                                                                                         |
|              | Hexapterella steyermarkii                                                               |
|              |                                                                                         |

|  | Hexapterella gentianoides |
|  |                           |
|  | Hexapterella steyermarkii |
|  |                           |